# Temple protestant de Saint-Hippolyte-du-Fort
Le temple protestant de Saint-Hippolyte-du-Fort est un lieu de culte situé à Saint-Hippolyte-du-Fort, dans les Cévennes. La paroisse est membre de l'Église protestante unie de France. C'est un des plus grand temple de France, avec 600 m2.
La paroisse est aujourd'hui membre de l'Ensemble entre Gardon et Vidourle, qui rassemble, entre autres, les communes de Quissac (Gard), Lédignan, Lézan, Tornac. La présidente du conseil presbytéral de la paroisse de ce temple est madame Monique Orth ; le pasteur est monsieur Rédouane es Sbanti.

## Histoire

### Sous l'Ancien régime

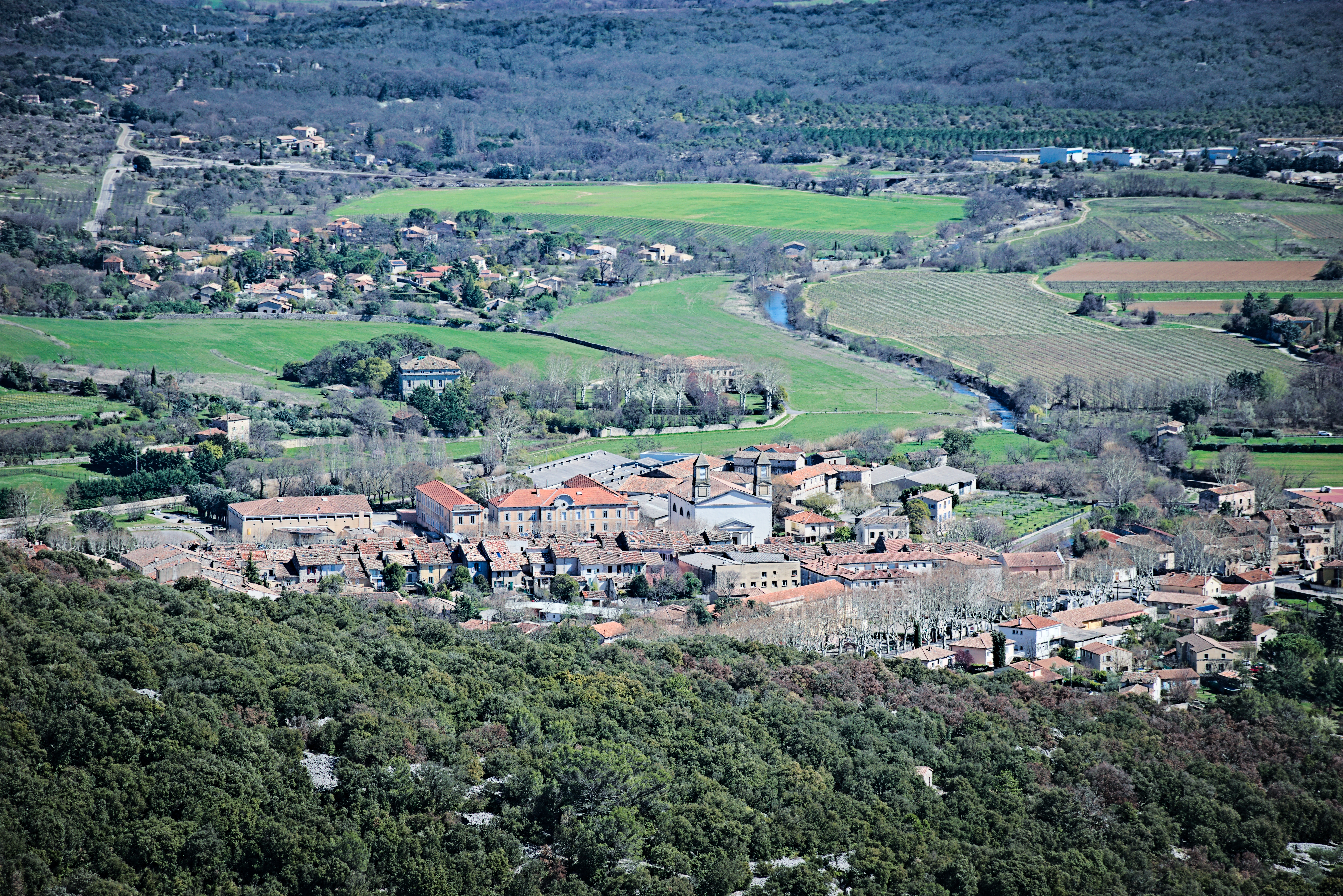
Saint-Hippolyte-du-Fort depuis le Pic de Midi. Au centre, le temple protestant.

Le premier temple est construit en 1650, de l'autre côté de la rivière l'Argentesse, sur la place de la Couronne.
Le 16 février 1681, en préparation de la Révocation de l'édit de Nantes, l'ancien temple de Saint-Hippolyte est démoli. Une partie des pierres sert à la construction du « fort Vauban », conçu par François Ferry. Des huguenots et camisards y sont emprisonnés. La population est alors à 98% protestante.

### Depuis la Révolution
Un premier projet de temple fut esquissé en 1809 par Charles-Étienne Durand puis rejeté en 1812 . La construction sera finalement supervisée à partir de 1820 par Simon Durant, natif de Saint-Hippolyte et nommé l'année même Architecte en chef du département du Gard.
Le 20 septembre 1819, la commune achète un terrain de 1 750 m2. Le 29 mars 1820 est posée la première pierre du temple. Le temple est inauguré le 13 juillet 1822. En 1853, sont ajoutés les deux clochers. La cloche est l'ancienne cloche de l'Hôtel de Ville, confisquée en 1682 au temple protestant de l'époque.

#### L'orgue Beaucourt & Voegeli

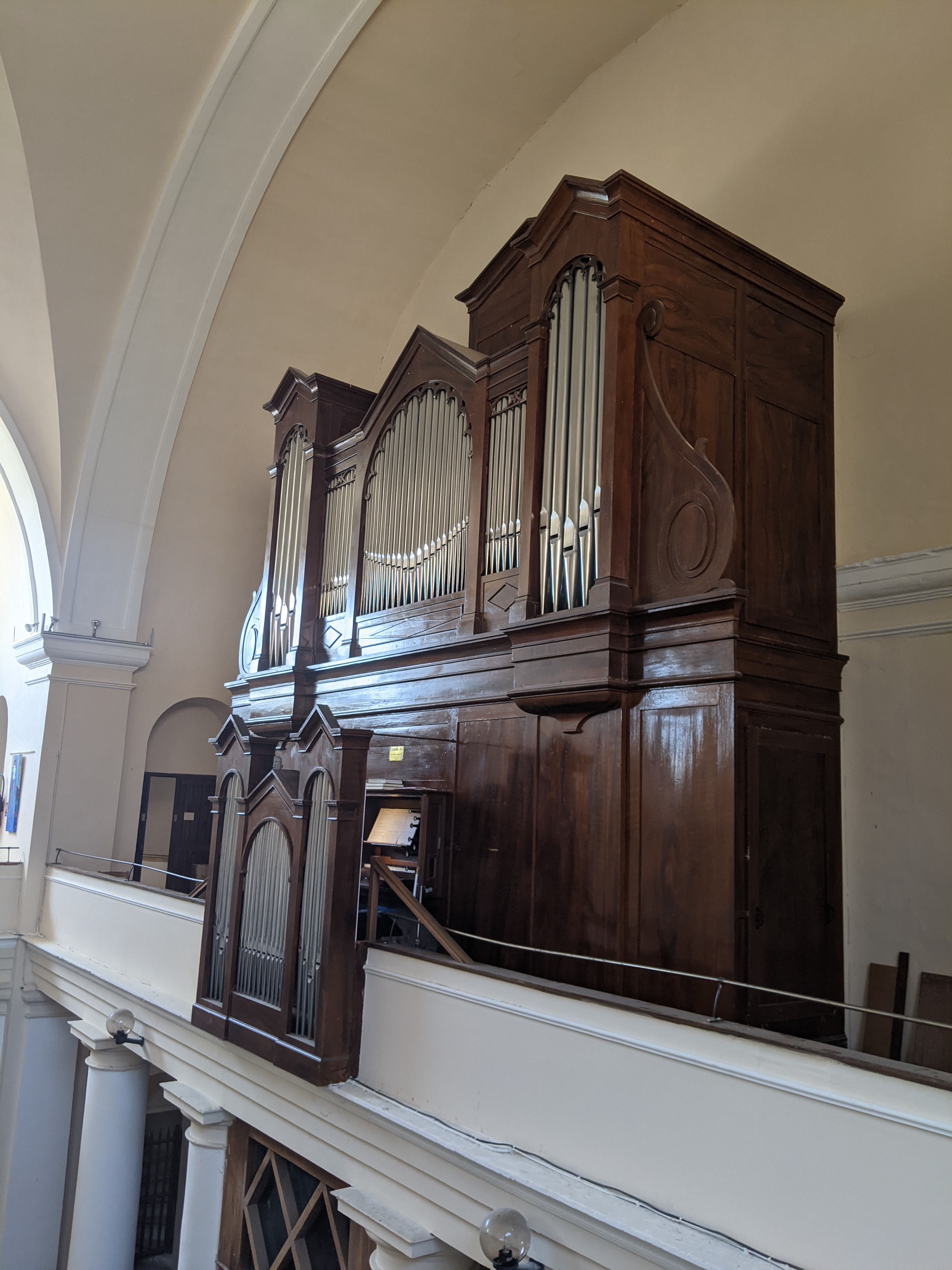
Vue du buffet depuis la tribune nord.

L'orgue est installé à l’automne 1854 sur la tribune - il est réalisé par les facteurs Beaucourt & Voegeli,,. Il est inscrit en juillet 2023 au titre des objets monuments historiques.

##### Composition
| I - Grand-Orgue 8 jeux - C1–F5 - 54 notes. |            |             |      |
| 1.                                         | Montre     | 8’          |      |
| 2.                                         | Prestant   | 4’          |      |
| 3.                                         | Flûte      | 4’          | * BD |
| 4.                                         | Fourniture | III-V rangs |      |
| 5.                                         | Bourdon    | 8’          | * BD |
| 6.                                         | Cornet     | IV rangs    |      |
| 7.                                         | Flûte      | 8’          | * BD |
| 8.                                         | Trompette  | 8’          | * BD |
| * BD : Basses et dessus coupés sur C3      |            |             |      |

| II - Récit 4 jeux - C2–F5 - 42 notes. |              |    |  |
| 1.                                    | Flûte douce  | 8’ |  |
| 2.                                    | Flageolet    | 4’ |  |
| 3.                                    | Voix-Humaine | 8’ |  |
| 4.                                    | Haut-bois    | 8’ |  |
| ● Trémolo.                            |              |    |  |
|                                       |              |    |  |

| III - Pédale 2 jeux - C1–F2 - 18 notes. |          |     |
| 1.                                      | Soubasse | 16’ |
| 2.                                      | Bourdon  | 8’  |
| ● Tirasse : (I / P) sur 30 notes.       |          |     |
|                                         |          |     |

## Architecture
Le temple est le plus grand du Gard, juste avant le Grand temple d'Anduze, et un des plus grands de France.

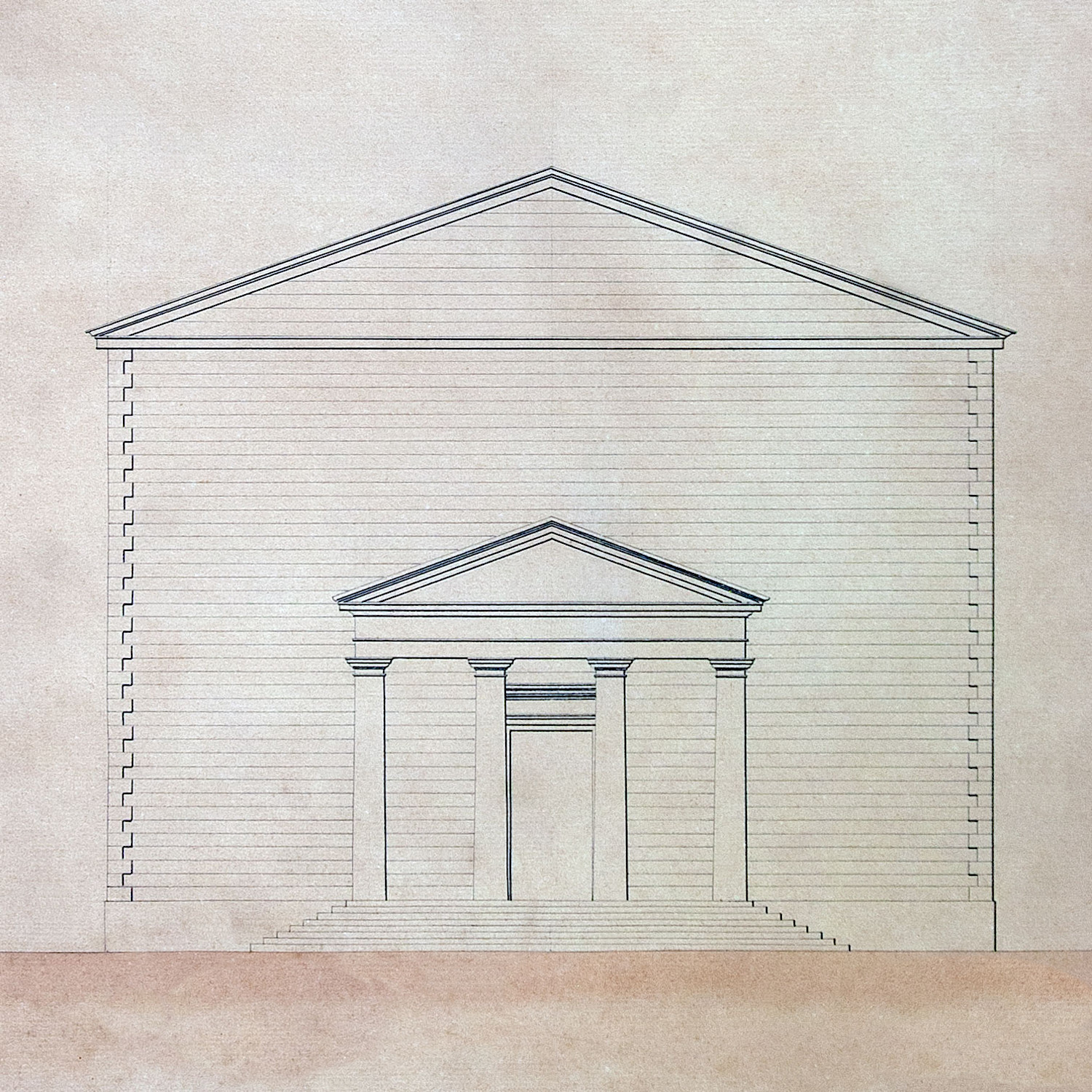
Façade du temple sans les clochers (vers 1820).
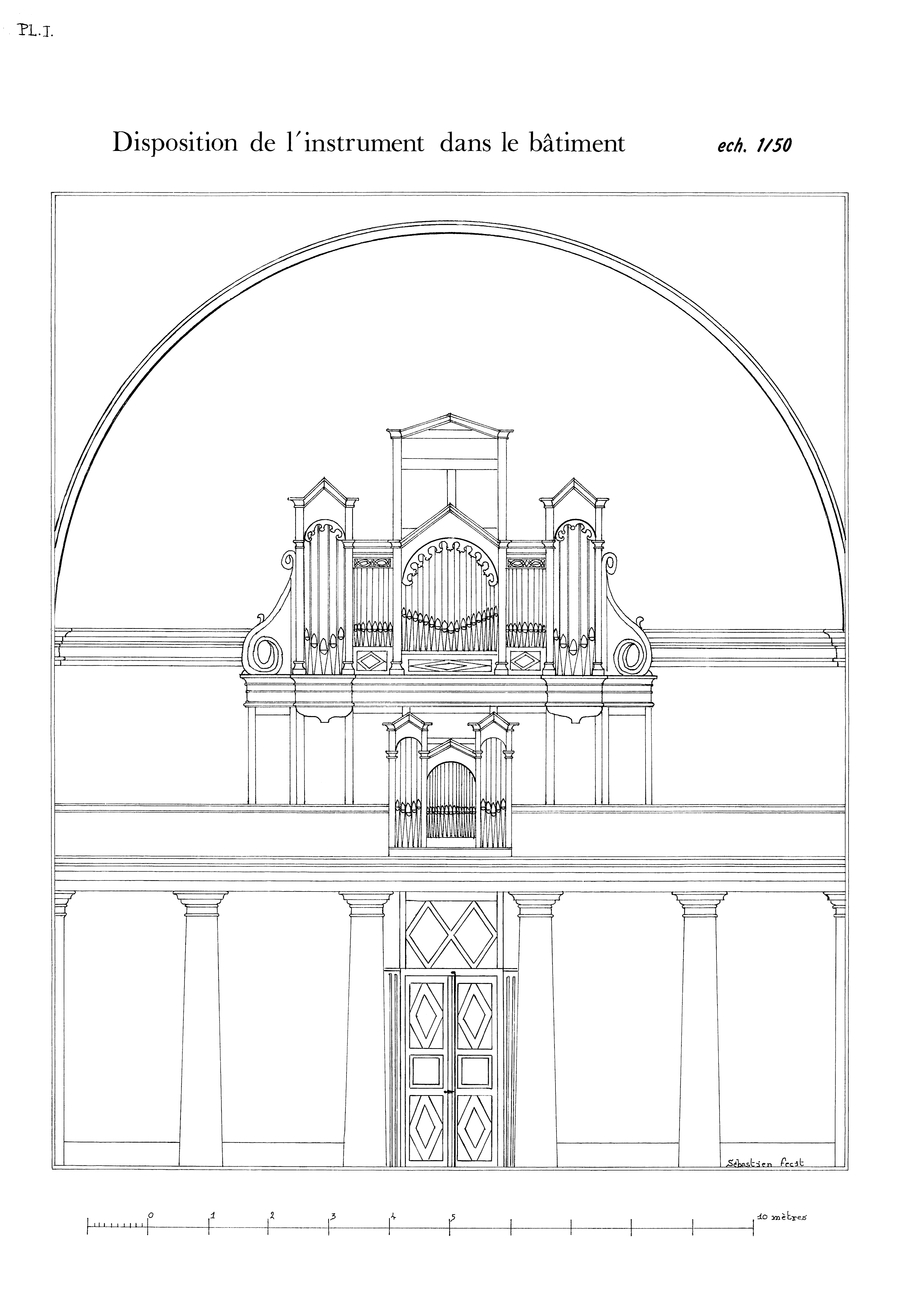
Disposition de l’instrument dans le bâtiment.
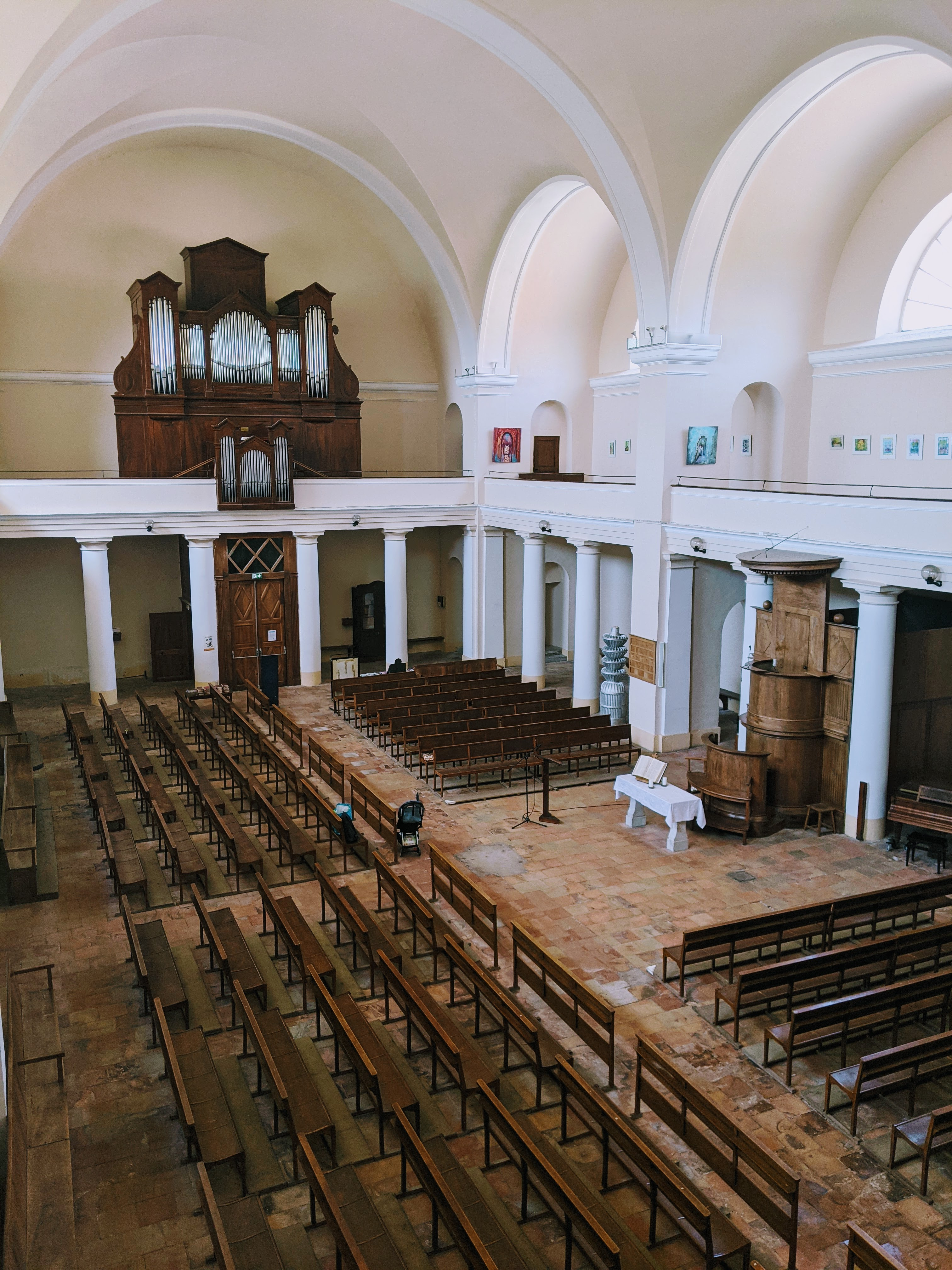
Intérieur, vue depuis la tribune des tables de la loi.
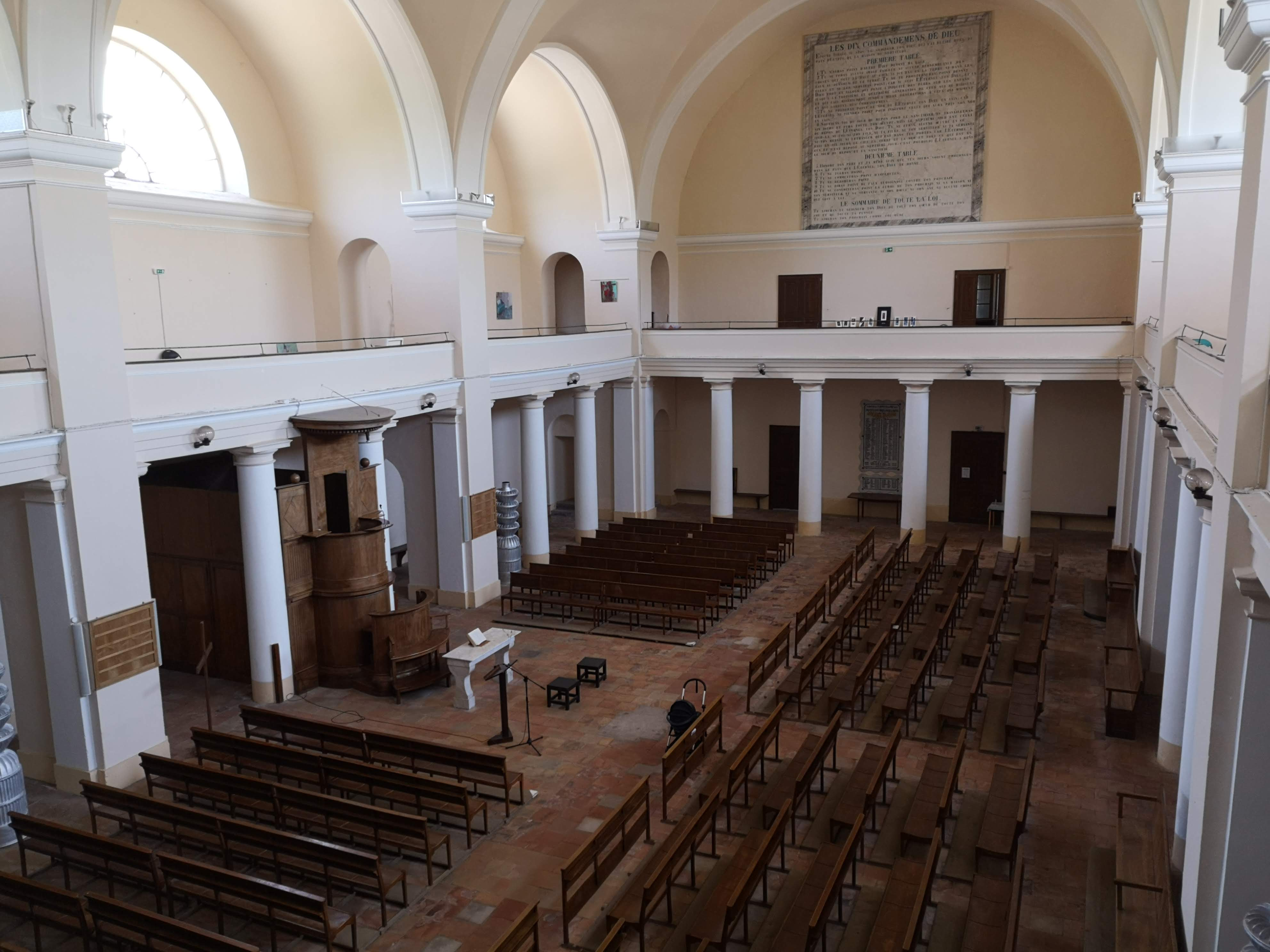
Intérieur, vue depuis la tribune de l'orgue.